# ニュー・ヘイブン＝ステート・ストリート駅
ニュー・ヘイブン＝ステート・ストリート駅（ニュー・ヘイブン＝ステート・ストリートえき、英語: New Haven-State Street）は、コネチカット州ニューヘイブン郡ニューヘイブンにあるメトロノース鉄道の駅。

## 概要
メトロノース鉄道のニューヘイブン線の駅である。この駅からニューヨーク州にあるグランド・セントラル駅に行ける。

## 利用可能な鉄道路線／列車
メトロノース鉄道：
■ニューヘイブン線
ショアライン・イースト鉄道
北東回廊線

## 歴史
2002年に開業した新しい駅である。

## 駅構造
| 1番線 | 2番線 | 4番線 | ホーム | 6番線 |

1面4線（島式）のホームを持つ地上駅である。
| 路線                                  | 方向 | 行先                                                              | 備考 |
| ------------------------------------- | ---- | ----------------------------------------------------------------- | ---- |
| ■ニューヘイブン線                     | 上り | ニューヘイブン・ユニオン/スタンフォード /グランド・セントラル方面 |      |
| ショアライン・イースト鉄道:北東回廊線 | 上り | ニューヘイブン・ユニオン/スタンフォード方面                       |      |
| ショアライン・イースト鉄道:北東回廊線 | 下り | ニューロンドン方面                                                |      |

## 隣の駅
メトロノース鉄道
■ニューヘイブン線
ニューヘイブン・ユニオン - ニュー・ヘイブン＝ステート・ストリート
ショアライン・イースト鉄道
北東回廊線
(ニューヘイブン・ユニオン) - ニュー・ヘイブン＝ステート・ストリート - ブランフォード